# Style!
Style!（スタイル!）はエフエム滋賀（e-radio）で毎週月曜日から木曜日の7:30 - 11:00に放送されている生ワイド番組。

## 概要
前番組『Happy!』や『LSM』の流れを汲む平日朝の大型ワイド番組。途中、11:00-11:30にJFN系列38局ネットの『ディア・フレンズ』を内包していた。
放送開始の2013年から2018年までは、金曜日も井上麻子のパーソナリティーで放送していたが、2018年4月の改編で金曜枠が切り離され、新たに『life』（7:30-11:00）と『chai』(11:30-14:55)が編成された。このため、朝のワイド番組の放送時間としては月曜日から木曜日に放送する当番組の方が長いという特徴があった。また、JFN加盟局の中でも平日の午前の月曜日から木曜日までの番組の中では最も長時間放送されていた。
当番組では、野外中継である駅前リポートを7:35と9:00に行っている。
2023年に放送10周年を迎えた。
2025年4月の改編で放送時間を11:00までに凝縮。11:30以降の枠はJFNC制作のワイド番組『Otona no Radio Alexandria』をネット受けすることになった。

## パーソナリティー
- 林智美（月曜・火曜）
- 仙石幸一（水曜・木曜）
- MC MORIYA（月曜 - 木曜）※駅前リポート担当。

## タイムスケジュール

### 7時台
- 7:35 駅前リポート
- 7:36 交通情報
- 7:38 天気予報
- 7:55 交通情報
- 7:57 天気予報

### 8時台
- 8:00 TODAY'S KEY NUMBER
- 8:09 ルートインホテルズ 今日のスポーツ
- 8:10 NEW TREND ONE
- 8:20 交通情報
- 8:22 レイクサイドニュース
- 8:23 快適生活ラジオショッピング
- 8:30 平和堂 MY DALIY LIFE[1]
- 8:55 京都新聞ニュース
- 8:57 交通情報

### 9時台
- 9:00 MC MORIYAの駅前リポート
- 9:15 ぎわちゃんのダイハッスル!（毎週火曜日）
- 9:35 HA!HA!HA!の話（第3木曜日）
- 9:46 天気予報
- 9:48 交通情報

### 10時台
- 10:10 JFNラジオショッピング
- 10:15 ジンケンダーラジオ（毎週火曜日）
- 10:53 レコメンド滋賀

2025年3月まで

### 11時台
- 11:00 ディア・フレンズ
- 11:18 辻利GreenTime（毎週火曜日）
- 11:37 快適生活ラジオショッピング
- 11:46 交通安全ワンポイントアドバイス

### 12時台
- 12:00 教えて! オーダースーツのこと（第2月曜日）
- 12:00 教えて！弁護士さん（第3月曜日）
- 12:00 こんにちわ! 信用保証協会です!（第4月曜日）
- 12:00 すまいル・リフォーム・JJF[2]（毎週火曜日）
- 12:00 アラシガ5分で快眠プロジェクト[3]（第1・2・3木曜日）
- 12:45 まいどあり～。（毎週月曜日）
- 12:45 こだわりstyle! Supported by 匠工房（毎週木曜日）
- 12:55 日野町緊急告知ラジオ試験放送（第2水曜日）
- 12:55 長浜市緊急告知ラジオ試験放送（第3水曜日）

## 関連リンク
- 番組公式ブログ
- パーソナリティ一覧

| e-radio 月曜 - 木曜 7:30 - 11:00（2013年4月1日 - ）           | e-radio 月曜 - 木曜 7:30 - 11:00（2013年4月1日 - ） | e-radio 月曜 - 木曜 7:30 - 11:00（2013年4月1日 - ）                            |
| 前番組                                                        | 番組名                                              | 次番組                                                                         |
| ------------------------------------------------------------- | --------------------------------------------------- | ------------------------------------------------------------------------------ |
| Happy!（7:30 - 12:55）                                        | style!                                              | -                                                                              |
| e-radio 月曜 - 木曜 11:30 - 13:00（2013年4月1日 - 2025年3月） |                                                     |                                                                                |
| Happy!（7:30 - 12:55）                                        | style! - ※ここまでe-radio自社制作ワイド番組         | Otona no Radio Alexandria（11:30 - 12:55） - ※これよりJFNC制作ワイド番組ネット |
| e-radio 金曜 7:30 - 11:00（2013年4月5日 - 2018年3月30日）     |                                                     |                                                                                |
| Happy!（7:30 - 12:55）                                        | style!                                              | life                                                                           |
| e-radio 金曜 11:30 - 13:00（2013年4月5日 - 2018年3月30日）    |                                                     |                                                                                |
| Happy!（7:30 - 12:55）                                        | style!                                              | chai（11:30 - 14:53）                                                          |